# 魏氏齿蟾
魏氏齿蟾（学名：Oreolalax weigoldi），一种于中华人民共和国四川省洪雅县瓦屋山地区发现的两栖动物，隶属于角蟾科齿蟾属。

## 分类地位
本种最初曾被归入角蟾属（Megophrys）和齿突蟾属（Scutiger）。1999年，中国学者费梁在《中国两栖动物图鉴》一书中，认为本种与齿蟾属特征相符合，归入齿蟾属。

## 形态特征
模式标本成年雄蟾体长65毫米。背面皮肤较粗糙，浅棕色，疣粒周围有深色斑点；腹面浅棕色，外侧有深色云斑。

## 保护
本种于2023年被收录入《有重要生态、科学、社会价值的陆生野生动物名录》。